# Campeonato Mundial de Xadrez

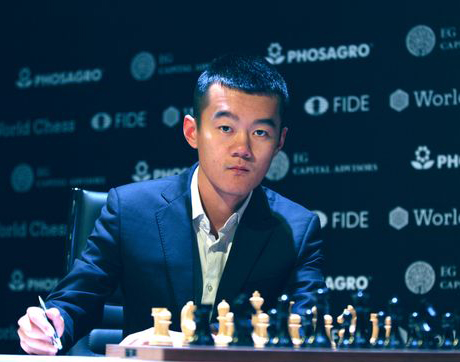
Ding Liren, campeão mundial em 2023.

O Campeonato Mundial de Xadrez é uma competição que determina o campeão mundial do esporte. Homens e mulheres são elegíveis a disputar este título.
Existe também um evento apenas para mulheres, com o título de "Campeonato Mundial Feminino de Xadrez", e competições para juniores, juvenis, seniores (para mais de 50 anos) e computadores. Algumas mulheres jogaram as competições do campeonato mundial absoluto, como Maia Chiburdanidze, Susan Polgar e Judit Polgar. A que obteve mais sucesso foi a húngara Judit Polgar, que chegou nas quartas de finais do campeonato mundial de 1999 e na final do campeonato de 2005.    
O primeiro campeonato mundial ocorreu em 1886, quando os dois principais enxadristas da época, Wilhelm Steinitz e Johannes Zukertort, enfrentaram-se. De 1886 a 1946, o campeonato não era organizado por uma entidade, o próprio campeão escolhia o adversário e organizava o desafio. De 1948 a 1993, a organização do campeonato foi feita pela FIDE, a Federação Internacional de xadrez. Em 1993, o então campeão Garry Kasparov rompeu com a FIDE e criou a PCA, dando início a um campeonato paralelo. Esta situação durou até 2006, quando o título foi reunificado. Ainda em 2006, as duas entidades de xadrez foram unificadas. Para saber quem seria o novo campeão, a FIDE promoveu um match entre o campeão da FIDE (Veselin Topalov) e o da PCA (Vladimir Kramnik), com Kramnik sagrando-se campeão. No ano de 2007, Viswanathan Anand venceu Kramnik. Em novembro de 2013, Anand perdeu o título para o jovem Norueguês Magnus Carlsen, na época, o primeiro do ranking, com um rating Elo de 2870. Carlsen defendeu o título com sucesso quatro vezes até desistir de disputá-lo em 2023, quando Ding Liren o conquistou derrotando Ian Nepomniachtchi. O atual campeão mundial é Gukesh D, que conquistou o título após vencer Ding Liren no Campeonato Mundial de 2024, se tornando o mais jovem campeão mundial da história.

## Lista dos Campeões Mundiais de Xadrez

### Campeões Mundiais (1886 a 1993)
| Período   | Campeão                                     | Campeão              | Conquistou o título contra  | Defesas do título contra                                                                                                |
| Período   | País                                        | Nome                 | Conquistou o título contra  | Defesas do título contra                                                                                                |
| --------- | ------------------------------------------- | -------------------- | --------------------------- | --- |
| 1886–1894 | Áustria-Hungria                             | Wilhelm Steinitz     | Johannes Zukertort (1886)   | Mikhail Chigorin (1889); Isidor Gunsberg (1891); Mikhail Chigorin (1892)                                                |
| 1894–1921 | Alemanha                                    | Emanuel Lasker       | Wilhelm Steinitz (1894)     | Wilhelm Steinitz (1897); Frank Marshall (1897); Siegbert Tarrasch (1908); Carl Schlechter (1910); Dawid Janowski (1910) |
| 1921–1927 | Cuba                                        | José Raúl Capablanca | Emanuel Lasker (1921)       | |
| 1927–1935 | França                                      | Alexander Alekhine   | José Raúl Capablanca (1927) | Efim Bogoljubov (1929); Efim Bogoljubov (1934)                                                                          |
| 1935–1937 | Países Baixos                               | Max Euwe             | Alexander Alekhine (1935)   | |
| 1937–1946 | União das Repúblicas Socialistas Soviéticas | Alexander Alekhine   | Max Euwe (1937)             | |
| 1948–1957 | União das Repúblicas Socialistas Soviéticas | Mikhail Botvinnik    | Torneio Mundial de 1948     | David Bronstein (1951); Vasily Smyslov (1954)                                                                           |
| 1957–1958 | União das Repúblicas Socialistas Soviéticas | Vasily Smyslov       | Mikhail Botvinnik (1957)    | |
| 1958–1960 | União das Repúblicas Socialistas Soviéticas | Mikhail Botvinnik    | Vasily Smyslov (1958)       | |
| 1960–1961 | União das Repúblicas Socialistas Soviéticas | Mikhail Tal          | Mikhail Botvinnik (1960)    | |
| 1961–1963 | União das Repúblicas Socialistas Soviéticas | Mikhail Botvinnik    | Mikhail Tal (1961)          | |
| 1963–1969 | União das Repúblicas Socialistas Soviéticas | Tigran Petrosian     | Mikhail Botvinnik (1963)    | |
| 1969–1972 | União das Repúblicas Socialistas Soviéticas | Boris Spassky        | Tigran Petrosian (1966)     | |
| 1972–1975 | Estados Unidos                              | Bobby Fischer        | Boris Spassky (1972)        | |
| 1975–1985 | União das Repúblicas Socialistas Soviéticas | Anatoly Karpov       | Bobby Fischer (desistência) | Viktor Korchnoi (1978); Viktor Korchnoi (1981); Garry Kasparov (1984)                                                   |
| 1985–1993 | União das Repúblicas Socialistas Soviéticas | Garry Kasparov       | Anatoly Karpov (1985)       | Anatoly Karpov (1986); Anatoly Karpov (1987); Anatoly Karpov (1990)                                                     |

### Campeões Mundiais FIDE (1993–2006)
| Período   | Campeão     | Campeão             | Conquistou o título contra | Defesas do título contra         |
| Período   | País        | Nome                | Conquistou o título contra | Defesas do título contra         |
| --------- | ----------- | ------------------- | -------------------------- | -------------------------------- |
| 1993–1999 | Rússia      | Anatoly Karpov      | Jan Timman (1993)          | Gata Kamsky (1996); Anand (1998) |
| 1999–2000 | Rússia      | Alexander Khalifman | Vladimir Akopian (1999)    |                                  |
| 2000–2002 | Índia       | Viswanathan Anand   | Alexei Shirov (2000)       |                                  |
| 2002–2004 | Ucrânia     | Ruslan Ponomariov   | Vassily Ivanchuk (2002)    |                                  |
| 2004–2005 | Uzbequistão | Rustam Kasimdzhanov | Michael Adams (2004)       |                                  |
| 2005–2006 | Bulgária    | Veselin Topalov     | Torneio Mundial de 2005    |                                  |

### Campeões Mundiais PCA (1993–2006)
| Período   | Campeão | Campeão          | Conquistou o título contra | Defesas do título contra        |
| Período   | País    | Nome             | Conquistou o título contra | Defesas do título contra        |
| --------- | ------- | ---------------- | -------------------------- | ------------------------------- |
| 1993–2000 | Rússia  | Garry Kasparov   |                            | Nigel Short (1993) Anand (1995) |
| 2000–2006 | Rússia  | Vladimir Kramnik | Garry Kasparov (2000)      | Peter Leko (2004)               |

### Campeões Mundiais (2006–atualidade)
| Período   | Campeão | Campeão           | Conquistou o título contra | Defesas do título contra                                                                             |
| Período   | País    | Nome              | Conquistou o título contra | Defesas do título contra                                                                             |
| --------- | ------- | ----------------- | -------------------------- | --- |
| 2006–2007 | Rússia  | Vladimir Kramnik  | Veselin Topalov (2006)     | |
| 2007–2013 | Índia   | Viswanathan Anand | Torneio Mundial de 2007    | Vladimir Kramnik (2008); Topalov (2010). Boris Gelfand (2012)                                        |
| 2013–2023 | Noruega | Magnus Carlsen    | Viswanathan Anand (2013)   | Viswanathan Anand (2014); Sergey Karjakin (2016); Fabiano Caruana (2018); Ian Nepomniachtchi (2021); |
| 2023–2024 | China   | Ding Liren        | Ian Nepomniachtchi (2023)  | |
| 2024–     | Índia   | Gukesh D          | Ding Liren (2024)          | |

## História do Campeonato Mundial de Xadrez

### Campeões não oficiais (até 1886)
O primeiro match entre enxadristas reconhecidamente válido para um campeonato mundial foi entre Wilhelm Steinitz e Johannes Zukertort em 1886. Entretanto, uma série de enxadristas foram considerados como os mais fortes de sua época (ou pelo menos os mais renomados) nas décadas anteriores, Muitas vezes, foram considerados os campeões mundiais de sua época. Estes incluem Ruy López de Segura por volta do ano 1560, Paolo Boi e Leonardo di Bonna por volta de 1575, Alessandro Salvio por volta de 1600, e Gioacchino Greco por volta de 1620.
Nos século XVIII e XIX, os franceses dominaram a cena com Legall de Kermeur (1730–1747), Francois-André Philidor (1747–1795), Alexandre Deschapelles (1800–1820) e Louis de la Bourdonnais (1820–1840), todos amplamente considerados como os mais fortes de seu tempo. La Bourdonnais jogou uma série de seis partidas — e 85 jogos — contra o Irlandês Alexander McDonnell, com muitos dos encontros depois sendo anotados pelo americano Paul Morphy.
A vitória do inglês Howard Staunton sobre o francês Pierre-Charles Fournier de Saint-Amant, em 1843 consolidou sua posição como o mais forte enxadrista da época. Em 1851 Staunton organizou o primeiro torneio internacional em Londres, terminando em quarto lugar. O torneio foi vendido pelo alemão Adolf Anderssen, que se estabeleceu como o principal enxadrista do mundo.

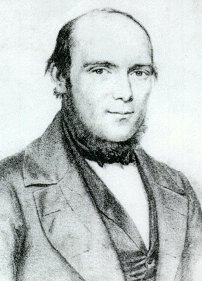
Adolf Anderssen

Anderssen foi um brilhante enxadrista de ataque, com dois duas de suas melhores partidas sendo conhecidos como a Partida Imortal e a Sempreviva. Ele tem sido descrito como o primeiro mestre do xadrez moderno.

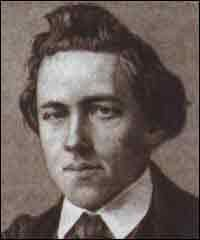
Paul Morphy

Anderssen foi derrotado de forma contundente pelo estadunidense Paul Morphy em um match de 1858 (+8 -3). Com a vitória, Morphy passou a ser muitas vezes chamado por outros jogadores como campeão mundial. Um jogador de cálculo rápido (ele levava apenas alguns minutos para decidir seus movimentos) e com um incrível talento, Morphy disputou matches contra vários dos principais enxadristas do mundo, massacrando todos. Não encontrando desafiantes, Morphy abruptamente abandonou o xadrez, mas muitos o consideram o campeão mundial até sua morte em 1884. Sua retirada súbita do xadrez em seu auge levou-o a ser conhecido como "o orgulho e a tristeza do xadrez".
Com a aposentadoria de Morphy, Anderssen teve a possibilidade de voltar a ser o mais forte enxadrista em atividade do mundo, reputação fortalecida ao vencer o Torneio de Londres de 1862.
Em 1866 em um match bastante equilibrado (+8–6), Wilhelm Steinitz derrotou Anderssen, confronto que alguns comentaristas posteriormente consideram como o primeiro campeonato mundial, embora não tenha sido chamado assim na época. Há algum debate sobre se a data do reinado de Steinitz como campeão mundial inicia-se com sua vitória sobre Anderssen em 1866, ou de sua vitória sobre Johannes Zukertort em 1886. O match de 1886 foi claramente definido, de antemão, como válido para o campeonato mundial. Em 1883, Zukertort venceu o Torneio Internacional em Londres, na frente de quase todos os principais jogadores do mundo, incluindo Steinitz. Este torneio estabeleceu Steinitz e Zukertort como os melhores enxadristas da época, e levou ao primeiro match pelo campeonato mundial entre eles, vencido por Stenitz, Embora não tenha sido realizado por meio de uma instituição ou entidade do xadrez, esse match é geralmente reconhecido como o primeiro Campeonato Mundial de Xadrez Oficial, com Steinitz sendo o primeiro Campeão Mundial de Xadrez.

### Campeões mundiais pré-FIDE (1886–1946)

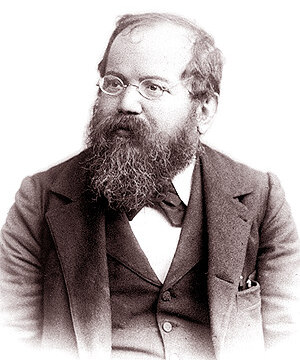
Wilhelm Steinitz

As disputas pelo título mundial foram conduzidas de maneira quase informal até a metade do século XX, quando a FIDE passou a organizar os campeonatos. Se um enxadrista se achasse forte o suficiente para desafiar o campeão mundial, ele (ou seus apoiadores) poderiam financiar um match para desafiar o detentor do título. O campeão não era obrigado a aceitar o desafio, mas em geral era convencido pelas bolsas de premiação levantadas pelos desafiantes. Se o desafiante vencesse, se tornaria o novo campeão mundial. Apesar dessa falta de regulação, em geral os desafiantes e os novos campeões foram os jogadores mais fortes de sua época. Os enxadristas que tiveram o título antes da Segunda Grande Guerra foram Steinitz, Emanuel Lasker, José Raúl Capablanca, Alexander Alekhine, e Max Euwe, cada um deles tendo derrotado o então campeão em um match.
Lasker foi o primeiro campeão mundial depois de Steinitz. Embora ele não tenha defendido seu título entre 1897 e 1906, e 1911–1920, ele teve uma seqüência impressionante de vitórias em torneios dominado seus oponentes. Seu sucesso é largamente atribuído ao fato de ele ser um excelente enxadrista prático. Em dificuldades ou em posições perdidas, buscava complicar a situação e usava sua extraordinária habilidade tática para salvar a partida. Lasker manteve o título de 1894 a 1921, o mais longo reinado (27 anos) de todos os campeões. Nesse período, ele defendeu seu título novamente contra Steinitz, Frank Marshall, Siegbert Tarrasch e Dawid Janowski, e foi apenas seriamente ameaçado numa apertada disputada em 1910 contra Carl Schlechter (+1 -1 = 8).
Os torneios de São Petersburgo em 1909 e 1914 foram os principais desse período. Lasker venceu ambos, dividindo o primeiro lugar com Akiba Rubinstein em 1909; seguido de Capablanca e Alekhine em 1914. O czar Nicolau II da Rússia premiou os cinco finalistas do torneio de 1914 com o título de Grandes Mestres do Xadrez: Emanuel Lasker, José Raúl Capablanca, Alexander Alekhine, Siegbert Tarrasch, e Frank Marshall.
Em 1921, Lasker perdeu o título para o sensacional jovem cubano Capablanca. Capablanca tinha um talento natural, pouco se preparava para suas partidas, mesmo assim raramente era derrotado e vencia brilhantemente muitas vezes. Capablanca tinha uma extraordinária habilidade posicional, reforçada por sua capacidade de gradualmente converter pequenas vantagem em vitórias. Também tinha uma famosa habilidade em finais de partida, O cubano foi um dos mais temidos enxadristas da história. Da derrota para Oscar Chajes em 1916 até perder para Richard Réti em 1924, ele permaneceu invicto, oito anos sem uma única partida perdida.
Entretanto, no campeonato mundial de 1927, ele se deparou com um poderoso desafiante: Alekhine. Antes da partida, quase ninguém considerava Alekhine como capaz de derrotar o cubano, mas o soviético (naturalizado francês) superou a habilidade natural de Capablanca com sua incomparável condução de partida, sua extensa preparação de abertura, somado a sua extraordinária habilidade tática. Depois de vencer, Alekhine conseguiu evitar a marcação de uma revanche contra Capablanca. Em 1935, Alekhine perdeu o título para o matemático holandês Max Euwe, o último campeão mundial que não era profissional do jogo. Mais tarde Alekhine viria a culpar sua derrota à bebida. Em 1937, Alekhine conseguiu uma revanche e recuperou o título, mantendo-o até à sua morte em 1946.

### Os campeões mundiais da era FIDE (1948–1993)

#### Domínio Soviético (1948–1972)

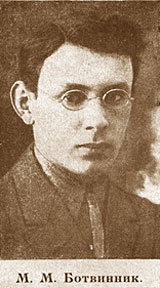
Mikhail Botvinnik

A morte de Alekhine deixou o mundo do xadrez sem um campeão. O sistema informal anterior não era capaz de resolver esta eventualidade. Apesar de Euwe poder requerer moralmente o direito ao título, ele permitiu que a FIDE tomasse a frente da questão. A FIDE existia desde 1924, mas não tinha poderes de controlar o campeonato mundial, uma vez que a mais forte nação enxadrística da época, a União Soviética, não reconhecia a entidade. Após a morte de Alekhine, entretanto, a União Soviética se filiou a FIDE, fazendo parte do processo de seleção do próximo campeão. A FIDE então organizou um campeonato válido para o título mundial em 1948, jogado uma parte em Haia e outra em Moscou, convidando os cinco melhores enxadristas do mundo: Mikhail Botvinnik, Vasily Smyslov, Paul Keres, Samuel Reshevsky, e o próprio Max Euwe (Reuben Fine também foi convidado mas declinou). Botvinnik venceu com larga margem, iniciando o domínio soviético no esporte.
No lugar do sistema informal, um novo formato de torneios qualificatórios foi implementado. Os mais fortes enxadristas participariam de torneios interzonais, dos quais participariam também os enxadristas qualificados em torneios zonais. Os primeiros colocados desses interzonais participariam do Torneio de Candidatos, competição que definiria o desafiante ao título mundial. O vencedor do Torneio dos Candidatos passaria a disputar um match (série de partidas) contra o atual campeão (que não participava deste processo qualificatório). Se o campeão fosse derrotado, ele teria direito a uma revanche um ano após a derrota. Este sistema tinha um ciclo de duração de três anos.
O vencedor do Campeonato de 1948, Mikhail Botvinnik, foi presença constante nas disputas de títulos por mais de dez anos. Sua marcada longevidade no topo é explicada pelo fato de ser um estudioso incansável. Dizia-se que ele aperfeiçoou o jogo com se fosse uma ciência e não um esporte, através de sua ênfase na estratégia sobre a tática. Esta longevidade é ainda mais impressionante considerando o fato que ele teve seu auge durante a Segunda Guerra Mundial, quando as competições de xadrez foram suspensas, e ele foi ainda o primeiro campeão a obrigatoriamente jogar contra todos os desafiantes. Botvinnik defendeu com sucesso seu título duas vezes nos primeiros seis anos, segurando David Bronstein em 1951 e Vasily Smyslov em 1954. Ambas as disputas terminaram empatadas em 12–12, mas Botvinnik manteve o título por ser o então campeão. Entretanto Smyslov venceu-o em 1957 por um placar de 12.5 a 9.5. Sendo derrotado na revanche pelo placar de 12.5 a 10.5, Smyslov foi o campeão mundial que menos tempo ficou com o título.
A ousadia de Mikhail Tal e seu estilo de ataques com sacrifícios o levou ao sucesso em 1960, sobrepujando Botvinnik pelo placar de 12.5 a 8.5. Mas uma vez mais, Botvinnik recuperou seu título no ano seguinte numa revanche, pelo placar de 13 a 8.
Botvinnik viria a jogar apenas mais um match pelo campeonato mundial, contra o armênio Tigran Petrosian, perdendo por 12,5 a 9,5. Não houve revanche, porque a FIDE havia abolido esta regra. Botvinnik então se retirou dos campeonatos de xadrez, passando a se ocupar com o desenvolvimento do xadrez por computador e a criação de sua famosa escola de xadrez. Petrosian defendeu com sucesso seu título em 1966 contra seu compatriota soviético Boris Spassky, vencendo por uma pequena margem (12,5 a 11,5) em Moscou. Três anos depois, entretanto, mais uma vez em Moscou, ele perdeu por 12.5 a 10.5 para o mesmo desafiante.

#### Fischer (1972–1975)
O campeonato seguinte em 1972, ocorrido na cidade islandesa de Reiquejavique, viu o primeiro finalista não soviético desde a Segunda Guerra Mundial (e o primeiro na era FIDE), o jovem estadunidense Bobby Fischer. No Torneio de Candidatos, Fischer derrotou Mark Taimanov, Bent Larsen, e Tigran Petrosian (os dois primeiros por inacreditáveis 6 a 0). O campeonato mundial de 1972 foi, principalmente devido as questões geopolíticas da época, a disputa mais famosa da história do xadrez, Tendo perdido a primeira partida, Fischer não apareceu para jogar a segunda, reclamando das condições do encontro. Havia uma preocupação se ele desistiria da disputa, mas ele acabou continuando e vencendo brilhantemente o encontro. Spassky venceu apenas mais uma partida da série e foi eventualmente esmagado por Fischer por um placar de 12,5 a 8,5. O domínio de Fischer apontou paralelos com outro famoso campeão de xadrez estadunidense, Paul Morphy. Infelizmente, esta similaridade se tornou muito próxima três anos mais tarde.

Uma ininterrupta linha de campeões da FIDE tinha assim sido estabelecida de 1948 a 1972, com cada campeão ganhando seu título após derrotar seu antecessor. Isso teve fim em 1975, quando o então campeão Fischer se recusou a defender seu título contra Anatoly Karpov uma vez que suas condições para o encontro não foram atendidas. Fischer queria, entre outras demandas, que match fosse disputado em uma séria ilimitada de partidas, vencendo quem conquistasse 6 vitórias primeiro com o campeão mantendo o título se o encontro estivesse empatado em 9 vitórias a 9. Fischer abriu mão de seu título da FIDE, mas sempre seguiu dizendo que era o campeão mundial. Ele não jogou xadrez em público novamente até 1992, quando ofereceu a Spassky uma revanche, novamente pelo "título mundial". O público de xadrez em geral não considera esse encontro como um campeonato mundial. Fischer mais uma vez derrotou Spassky.

Anatoly Karpov

#### Karpov e Kasparov (1975–1993)
Karpov dominou a década de 1970 e o início dos anos 1980, com uma incrível série de sucessos em torneios. Ele convincentemente demonstrou que era o mais forte enxadrista do mundo defendendo seu título duas vezes contra o ex-soviético Viktor Korchnoi, primeiro na Cidade de Baguio em 1978 e em Merano em 1981. Seu estilo posicional lentamente cozinhava seus oponentes, demonstrando toda a força da técnica aprendida na escola de Botvinnik,
Karpov perdeu seu título para um agressivo jogador, cujo jogo dinâmico dominava o tabuleiro: Garry Kasparov. Os dois duelaram em cinco matches pelo campeonato mundial, em 1984 (interrompido polemicamente sem um vencedor, quando Karpov liderava por +5 -3 = 40), em 1985 (quando Kasparov conquistou o título por 13 a 11), em 1986 (vencido por Kasparov, 12,5 a 11,5), em 1987 (empate por 12 a 12, Kasparov mantendo o título), e 1990 (novamente vencida por pouco por Kasparov, 12,5 a 11,5).

### Ruptura com a FIDE e título dividido (1993–2006)

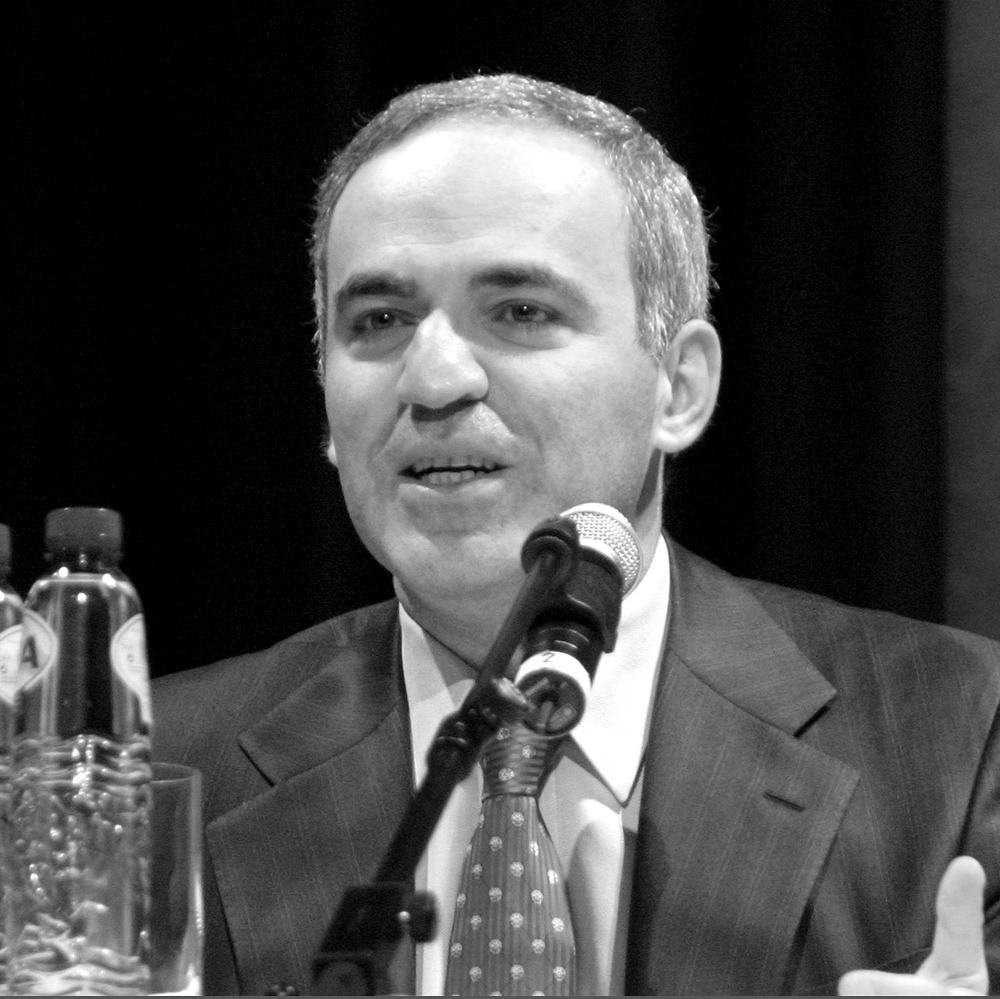
Garry Kasparov

Em 1993, Kasparov e o desafiante inglês Nigel Short reclamaram das condições financeiras oferecidas FIDE para a realização do match pelo título mundial e se desfiliaram da entidade para fundar a Professional Chess Association (PCA), sob o qual disputaram o título. O evento foi organizado por Raymond Keene, que levou-o para Londres (a FIDE havia planejado Manchester), e a Inglaterra foi então tomada por uma febre de xadrez: o Channel 4 televisionou alguns programas sobre o match, com a BBC também dando ampla cobertura. Kasparov esmagou Short vencendo com cinco pontos de vantagem, e o interesse em xadrez no Reino Unido declinou logo depois.
Afrontada pela divisão da PCA, a FIDE retirou o título de Kasparov e organizou um campeonato entre Karpov (campeão antes de Kasparov e derrotado na semifinal do torneio de candidatos por Short) e Jan Timman (derrotado por Short na final do torneio dos candidatos). O confronto ocorreu nos Países Baixos e em Jacarta, na Indonésia. Karpov recuperou então o título que havia perdido em 1985.
A FIDE e a PCA organizaram cada uma seu próprio ciclo pelo campeonato mundial entre 1993 e 1996, com muitos dos desafiantes jogando ambas competições, com Kasparov e Karpov mantendo seus respectivos títulos. No ciclo da PCA, Kasparov derrotou Viswanathan Anand no Campeonato Mundial de Xadrez da PCA de 1995. Karpov derrotou Gata Kamsky na final do Campeonato Mundial de Xadrez FIDE de 1996. Negociações foram feitas para a reunificação do título entre Kasparov e Karpov em 1996–97, mas sem sucesso.
Logo depois do campeonato de 1995 a PCA faliu, e Kasparov não tinha uma entidade para organizar a escolha de um desafiante. Em 1998, ele então fundou o Conselho Mundial de Xadrez, que organizou um match de candidatos entre Alexei Shirov e Vladimir Kramnik. Shirov venceu, mas as negociações para o duelo com Kasparov não foram adiante. Planos para um confronto entre Kasparov–Anand em 1999 ou 2000 também não deram certo, e Kasparov organizou um match contra Kramnik no final de 2000. Kramnik venceu Kasparov no Campeonato Mundial de Xadrez Clássico de 2000 com duas vitórias, treze empates e sem derrotas.

Enquanto isso, a FIDE deixou de lado o sistema de Interzonais e de Torneios de Candidatos, adotando o sistema de matches eliminatórios, nos quais um grande número de enxadristas disputavam matches curtos. Jogos relâmpagos (partidas de 5 minutos) eram usados para desempatar os matches, um formato que não favorecia a melhor qualidade de jogo: Kasparov se recusou a participar destes eventos, assim como Kramnik. No primeiro destes campeonatos, o campeão incumbente Anatoly Karpov participou entrando diretamente na final. Karpov defendeu seu título no primeiro destes campeonatos em 1998, mas abdicou de defendê-lo novamente por causa das novas regras em 1999, quando Alexander Khalifman recebeu o título. Anand conquistou o título em 2000, Ruslan Ponomariov em 2002 e Rustam Kasimdzhanov venceu o campeonato de 2004.

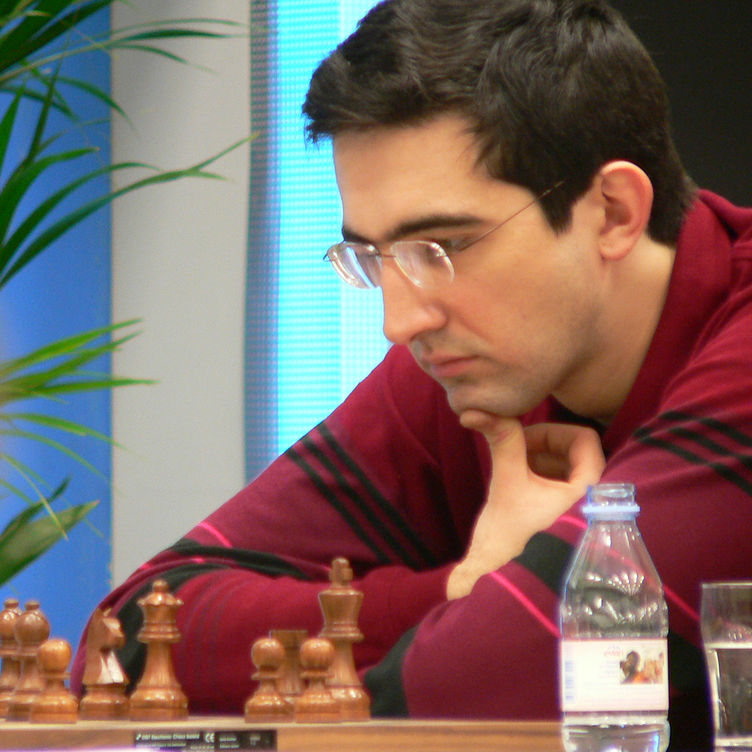
Vladimir Kramnik

No inicio dos anos 2000, em um cenário confuso, havia dois campeões mundiais e Kasparov voltava a dominar o cenário enxadrístico. Ele tinha o maior rating ELO do mundo e tinha vencido uma série de super torneios depois de perder o título mundial para Kramnik. O Grande Mestre estadunidense Yasser Seirawan conduziu uma tentativa, então chamada de "Acordo de Praga", para reunificar o título mundial. Kramnik tinha organizado o torneio de candidatos (vencido por Peter Leko) para escolher seu desafiante. Então foi decidido que Kasparov jogaria com o campeão da FIDE (Ponomariov) pelo título da FIDE, e os vencedores dos dois títulos depois disputariam um encontro de reunificação.

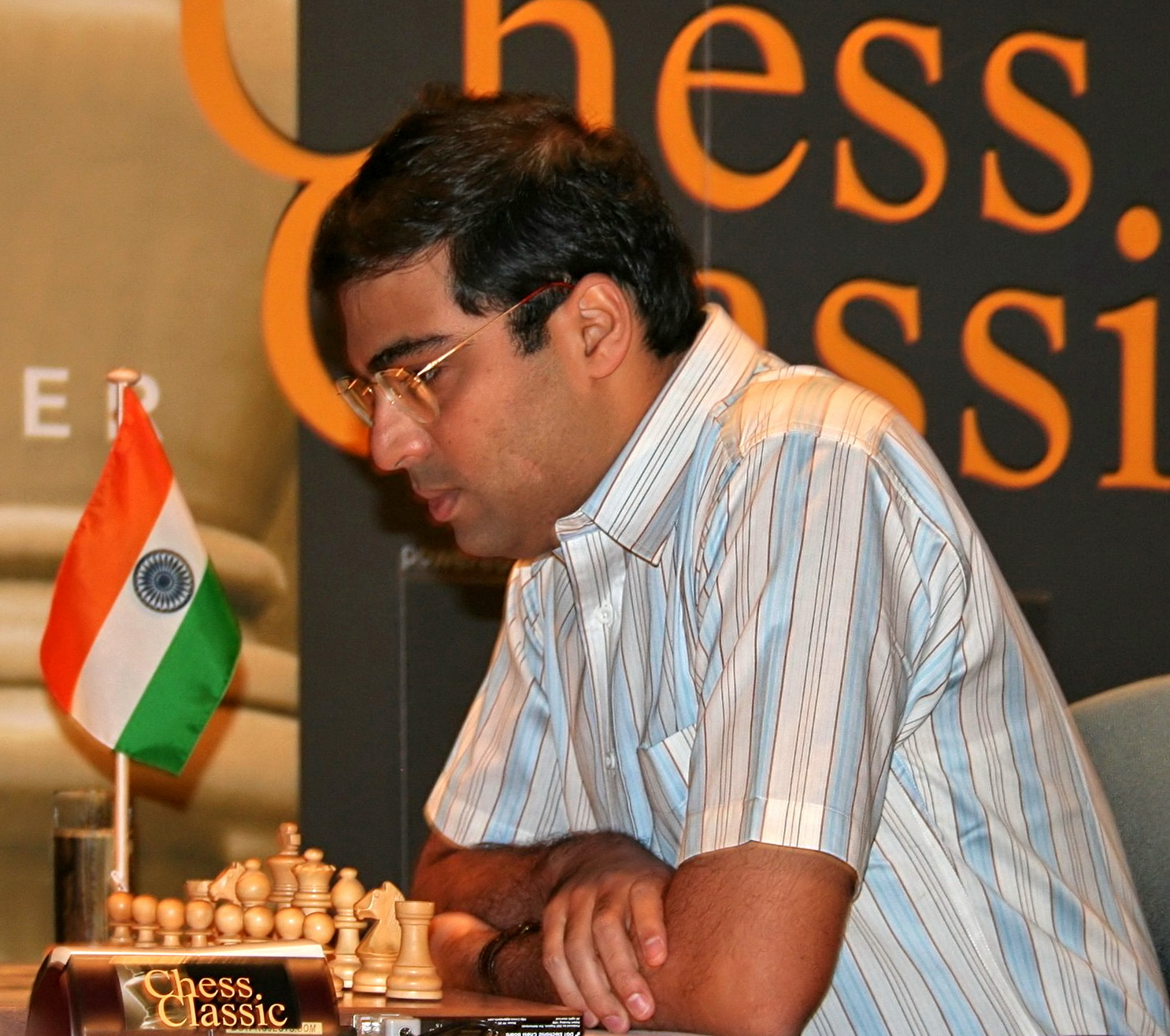
Viswanathan Anand

Entretanto, estas desafios acabaram com dificuldades de financiamento. O Campeonato Mundial de Xadrez Clássico de 2004, renomeado para "Campeonato Mundial de Xadrez Clássico" não ocorreu até o final de 2004 (com Kramnik mantendo o título). Enquanto isso, a FIDE não conseguiu organizar o match entre Kasparov, e o campeão de 2002, Ponomariov; nem com o campeão de 2004, Kasimdzhanov. Devido à sua frustração com a situação, Kasparov se retirou do xadrez competitivo em 2005, ainda ranqueado como o número um do mundo.
Depois disso, a FIDE desistiu do formato de matches eliminatórios e anunciou que para o campeonato mundial de 2005, um torneio com todos contra todos seria realizado, ocorrendo em San Luis, Argentina com os oito principais enxadristas do mundo; entretanto Kramnik insistiu que seu título deveria ser disputado em um match, e se recusou a participar. O torneio foi vencido pelo búlgaro Veselin Topalov, e as negociações começaram para um match entre Kramnik e Topalov para reunificar o título.

### Reunificação do título (2006)
O match de reunificação do título entre Topalov e Kramnik foi organizada no final de 2006. Depois de muita controvérsia, foi vencido no desempate por Kramnik, que se tornou o primeiro campeão mundial de xadrez unificado desde a ruptura de Kasparov com a FIDE para formar a PCA em 1993.
Kramnik defendeu seu título em 2007, no México, num sistema de disputa semelhante ao campeonato mundial anterior. O torneio foi vencido por Viswanathan Anand, que passou então a ser o campeão mundial de xadrez.

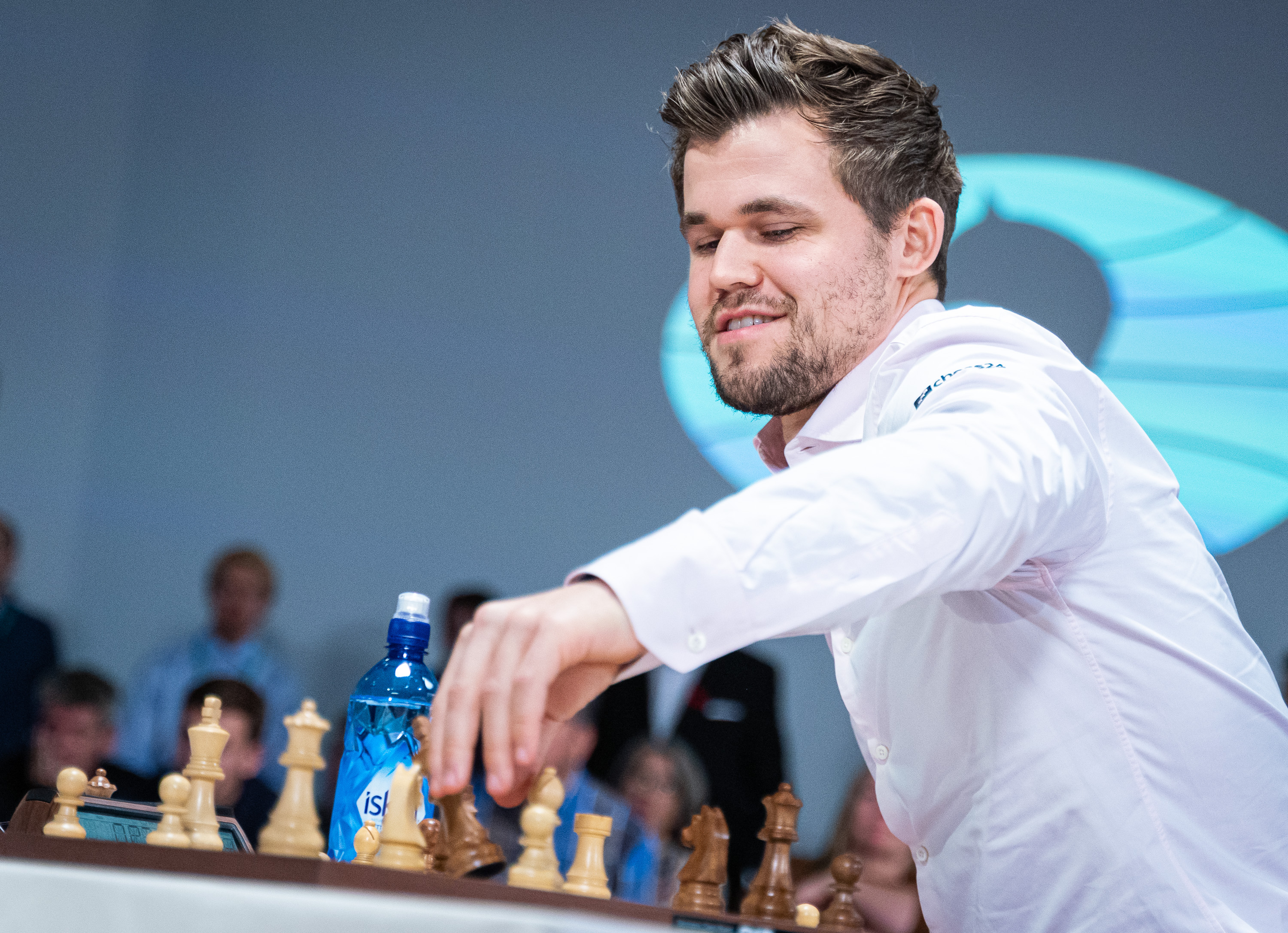
Magnus Carlsen em 2019

O Campeão mundial de 2008 foi definido num match de 11 partidas entre o atual campeão Viswanathan Anand e Vladimir Kramnik, na cidade alemã de Bonn, com o placar de 6,5 a 4,5 Anand confirmou o título de campeão mundial. O campeonato mundial de 2010 foi disputado entre Anand e o vencedor do match entre Topalov e o vencedor da Copa do Mundo de Xadrez de 2007, Gata Kamsky. Anand manteve o título vencendo Topalov por 6,5 a 4,5. Em 2012, Anand mais uma vez manteve o título derrotando o desafiante Boris Gelfand por 8,5 a 7,5.

### Magnus Carlsen (2013)

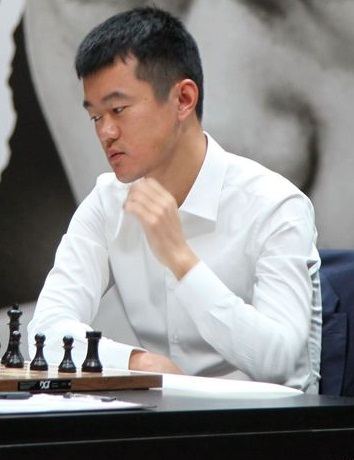
Ding Liren no Campeonato Mundial de 2023

O Campeonato Mundial de 2013 foi jogado em um match de 10 partidas entre o então campeão Viswanathan Anand e o desafiante Magnus Carlsen em Chennai, Índia. As primeiras quatro partidas do confronto terminaram empatadas, mas Carlsen venceu as duas seguintes. A sétima e a oitava terminaram empatadas, a nona foi vencida por Carlsen e a décima terminou empatada; assim, Carlsen tornou-se o novo campeão mundial de xadrez. Nos anos seguintes, Carlsen manteve o titulo em confrontos contra Anand (em 2014); o russo Sergey Karjakin (em 2016); o ítalo-estadunidense Fabiano Caruana (em 2018); e o também russo Ian Nepomniachtchi (em 2021).

### Ding Liren (2023)
Carlsen desistiu de defender seu título no campeonato de 2023, levando-o a ser disputado entre o vencedor do Torneio de Candidatos de 2022, Ian Nepomniachtchi, e o segundo colocado, Ding Liren, em Astana, Cazaquistão. Após o placar das 14 partidas clássicas entre eles ficar empatado, com três vitórias para cada um, Ding conquistou o título vencendo com as peças pretas a última partida rápida do desempate, tornando-se o sucessor de Carlsen como campeão mundial.

### Gukesh D (2024)
O Campeonato Mundial de 2024 foi disputado entre o então campeão Ding Liren e Gukesh D que se classificou após vencer o Torneio de Candidatos de 2024, sendo o mais jovem vencedor da história do Torneio. O campeonato de 2024 foi disputado em Singapura entre 25 de novembro e 12 de dezembro de 2024. Gukesh se sagrou campeão na última partida do match de 14 partidas.

## Leitura recomendada
- GIUSTI, Paulo; História Ilustrada do Xadrez. Rio de Janeiro: Editora Ciência Moderna, 2006. ISBN 85-7393-517-0